# USS Core (CVE-13)
USS Core (CVE-13) – lotniskowiec eskortowy typu Bogue. Służył w US Navy w okresie II wojny światowej. Odznaczony jedną battle star za służbę w czasie II wojny światowej.
Pierwotnie klasyfikowany jako AVG-13, następnie przeklasyfikowany kolejno na ACV-13 20 sierpnia 1942 roku; CVE-13 15 lipca 1943 roku; CVHE-13 12 czerwca 1955 roku; CVU-13 1 lipca 1958 roku i T-AKV-41 7 maja 1959 roku. 
Został zwodowany 15 maja 1942 roku w stoczni Seattle-Tacoma Shipbuilding Corporation na podstawie kontraktu podpisanego przez Maritime Commission. Nabyty przez US Navy 1 maja 1942 roku. Wszedł do służby 10 grudnia 1942 roku.
W czasie II wojny światowej pełnił rolę jednostki eskortowej i transportu samolotów.
Jego samoloty zatopiły następujące niemieckie okręty podwodne: U-487, U-67, U-84, U-185, U-378, U-546.
Po wojnie brał udział w operacji Magic Carpet.
Skreślony z listy jednostek floty 15 września 1970 roku i sprzedany na złom w 1971 roku.